# Stade municipal de Bafang
 (avril 2025).
Motif : Pas d'interwiki, très peu de sources évoquant le stade, notoriété quasi-inexistante
- Archive Wikiwix
- Bing
- Cairn
- DuckDuckGo
- E. Universalis
- Gallica
- Google
- G. Books
- G. News
- G. Scholar
- Persée
- Qwant
- (zh) Baidu
- (ru) Yandex
- (wd) trouver des œuvres sur Wikidata

| 1. | Préciser le motif de la pose du bandeau. | Précisez le motif de la pose du bandeau en utilisant la syntaxe suivante : {{admissibilité à vérifier\|date=avril 2025\|motif=remplacez ce texte par le motif}}                                |
| 2. | Informer les utilisateurs concernés.     | Pensez à avertir le créateur de l'article, par exemple, en insérant le code ci-dessous sur sa page de discussion : {{subst:avertissement admissibilité à vérifier\|Stade municipal de Bafang}} |

Le Stade municipal de Bafang est un stade de football situé à Bafang au Cameroun.

## Histoire
Lors de la CAN 2021, le stade accueille l'équipe du Malawi pour sa préparation en vue des matchs de la poule de Bafoussam. Les Flammes du Malawi sont logés à La Vallée de Bana, un resort de 5 étoiles.
| \| 500 km1:18 610 000 \| Olembe (60 000) Ahmadou-Ahidjo(40 000) Japoma (50 000) Roumdé Adjia (25 000) Bafoussam (Kouekong) (20 000) Limbé (20 000) Réunification (39 000) |
| 500 km1:18 610 000 |

| 500 km1:18 610 000 |

| Stades principaux existants  |
| (40 000) Capacités d'accueil |